# 雲杉街8號
8雲杉街（8 Spruce Street）是美國紐約市一棟76層的摩天大樓，原先被稱為比克曼大廈，目前銷售專案名稱為紐約蓋里（New York by Gehry），由建築師弗蘭克·蓋里設計，樓址在曼哈頓8雲杉街南面的市政廳廣場和布魯克林大橋旁。
8雲杉街是西半球最高的住宅建築，有點類似於Aqua這棟芝加哥摩天樓的高度和形式。該建築是由森林城市拉特納公司所有，設計由弗蘭克蓋里負責，結構工程師Kreisler Borg Florman。它內部包含一個公立小學。建築完成於2011年2月。它的結構框架是由鋼筋混凝土製成。

## 內部

### 公立小學
小學外牆由紅磚砌成，佔地100000平方英尺（9300米2）從一到五層。這將提供超過600名學生就讀於幼稚園到八年級的教室。第四層屋頂陽台將有5000平方英尺（460米2）戶外的體育空間。

### 豪華出租公寓
小學之上是903個單位的豪華住宅大廈，披有不銹鋼外牆。公寓從500到1600平方英尺（150米2），並包括工作室型或一，二和三房單位。所有單位的價格按市場利率出租，沒有低或中等收入的公寓都是高價豪華公寓。也不包含任何單位出售，只租不賣。

### 醫院及其他用途
該大樓還包括一所紐約市中心醫院。該醫院將佔用25000平方英尺（2300米2），並有公共地下停車場。醫院分佈於東西兩大樓，主院區有連貫的11000平方英尺（千米2）外加其他稍小空間。
一樓路旁的零售商店空間共約1,300-2,500平方尺。

## 評價
8雲杉街塔建築之初已有好評。在紐約時報，建築評論家尼古拉Ouroussoff稱讚該建築的設計改善了紐約最受歡迎的天際線，稱它是：“在紐約自Eero Saarinen的CBS大樓46年前蓋成後唯一最好的摩天大樓。紐約客雜誌的保羅戈德伯格將其形容為“市中心最美麗大樓”。比較8雲杉街附近完成於1913年的伍爾沃斯大樓，戈德伯格說：“這是從那時起唯一一棟真正值得站在它旁邊的市中心大樓。” 

## 外部連結
- www.newyorkbygehry.com （页面存档备份，存于）